# Uberella vitrea
Uberella vitrea es una especie de molusco gasterópodo de la familia Naticidae.

## Distribución geográfica
Se encuentra  en Nueva Zelanda.